# Arri Var
Arri Var (en llatí: Arrius Varus) va ser un militar romà.
Va servir com a prefecte d'una cohort a les ordres de Gneu Domici Corbuló a la guerra contra els parts l'any 54, i va adquirir fama de valent. Es diu que va calumniar a Corbuló davant de Neró i que per això va pujar a l'escalafó fins a centurió primum pilum adepto. A la mort de Neró tenia aquest rang a la Legió VII estacionada a Pannònia sota el comandament d'Antoni Prim, al que va donar suport quan aquest va defensar la causa de Vespasià i va avançar cap a Itàlia. Després de la mort de Vitel·li i quan Prim va obtenir el domini de Roma, Var va ser nomenat prefecte del pretori, i va rebre les insígnies de pretor. Poc després va arribar Licini Mucià, que tenia enveja tant de Prim com de Var, i Var va ser privat del comandament que va assumir el mateix Mucià. En compensació Arri Var va ser nomenat prefecte de l'annona.